# Nahirne (Crimea)
|  | Per a altres significats, vegeu «Nagórnoie». |

Nahirne (en (ucraïnès): Нагірне, en rus: Нагорное, Nagórnoie) és un poble de la República Autònoma de Crimea a Ucraïna, que el 2014 tenia 134 habitants. Pertany al districte de Bakhtxissarai. Fins al 1948 la vila es deia Makhuldur.

## Població
Segons les dades del 2001 la composició de la població de la vila de Nahirne d'acord amb la llengua que empren és la següent:
| Llengua  | %     |
| -------- | ----- |
| Rus      | 43,55 |
| Tàtar    | 40,32 |
| Ucraïnès | 14,52 |
| Altres   | 1,61  |